# Gare de Saint-Étienne-de-Montluc
Gare de Saint-Étienne-de-Montluc vasútállomás Franciaországban, Saint-Étienne-de-Montluc településen.

## Vasútvonalak
Az állomást az alábbi vasútvonalak érintik:
- Tours–Saint-Nazaire-vasútvonal

## Kapcsolódó állomások
A vasútállomáshoz az alábbi állomások vannak a legközelebb:
- Gare de Cordemais (Gare de Saint-Nazaire, Tours–Saint-Nazaire-vasútvonal)
- Gare de Couëron (Gare de Tours, Tours–Saint-Nazaire-vasútvonal)